# Niccolò di Giovanni Fiorentino

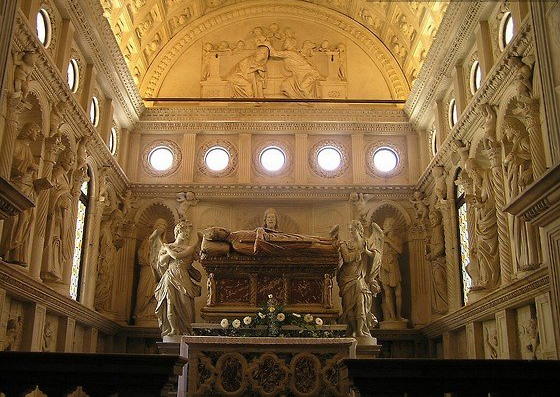
La Cappella Orsini all'interno della cattedrale di San Lorenzo di Traù

Niccolò di Giovanni Fiorentino (in croato il nome viene tradotto in Nikola Firentinac) (Grassina, 1418 – Sebenico, 1506 ?) è stato uno scultore e architetto italiano, ricordato soprattutto per le sue opere eseguite in Dalmazia.

## Biografia
Per secoli ben poco si seppe della vita di questo architetto e scultore le cui opere invece erano universalmente conosciute, fino alla pubblicazione nel 1978 del fondamentale studio di Anne Markham Schulz, Niccolò di Giovanni and Venetian Sculpture of the early Renaissance. La scoperta nel 2000 da parte della stessa studiosa presso l'Archivio di Stato di Venezia di un testamento di Niccolò di Giovanni, steso a Venezia nel 1462 durante una sua grave ma non fatale malattia ha definitivamente fatto chiarezza sull'identità del personaggio, nato - secondo questo documento autografo - nel piccolissimo villaggio di Tegolaia (San Michele a Tegolaia, oggi Gràssina, nel comune di Bagno a Ripoli), alla periferia di Firenze. Lo stesso epiteto "Fiorentino" che gli venne in seguito attribuito in Dalmazia indica chiaramente la sua zona di origine.
Nonostante queste scoperte, continuano tuttora delle fantasiose attribuzioni: c'è chi lo confonde col medaglista Niccolò di Forzore Spinelli (1430-1514), che però non solo non fu architetto, ma non si recò mai in Dalmazia; in ambito croato è invece stato ipotizzato trattarsi di Niccolò Coccari, un allievo di Donatello, addirittura reputando possibile una sua nazionalità croata. Anne Markham Schulz sul punto taglia corto: "(...) il testamento dovrebbe smentire una volta per sempre l'identificazione di Niccolò con un altro fiorentino, un assistente di Donatello a Padova chiamato Niccolò Coccari. Il testamento non contiene né quello né nessun altro cognome; il padre del nostro Niccolò, inoltre, era Giovanni, mentre il padre di Niccolò Coccari si chiamava Antonio".
Risulta provata la sua attività a Venezia fra il 1457 circa e il 1468, anno in cui si trasferì in Dalmazia, mentre per il periodo precedente l'ipotesi più attendibile è quella di una sua presenza nella bottega padovana di Donatello: la perdita dei registri dell'epoca della Veneranda Arca di Sant'Antonio impedisce una prova documentaria, ma alcune affinità stilistiche di Niccolò di Giovanni con Donatello e altri autori della sua cerchia padovana assumono la valenza di importanti indizi.
Dal 1468 fino alla sua morte, Niccolò si trasferì quindi in Dalmazia, morendo infine a Sebenico, probabilmente nel 1506.

## Opere
L'attribuzione a Niccolò di Giovanni delle opere precedenti al suo periodo dalmata è relativamente recente, avendo seguito di pari passo le varie ricerche sui suoi anni giovanili e sulla sua vera identità.

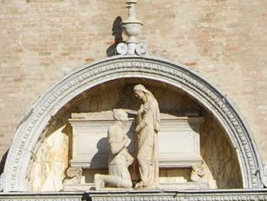
La tomba di Vittore Cappello nella Chiesa di Sant'Elena a Venezia

Attualmente vengono a lui attribuite le seguenti opere principali:

### Periodo veneziano (1457-1468)
- Seppellimento di Cristo, rilievo eseguito per il senatore veneziano Alvise Lando, attualmente a Berlino[7]
- San Girolamo nel deserto, rilievo eseguito sempre per Alvise Lando, attualmente a Liverpool
- Coronamento architettonico e cinque figure per l'Arco Foscari nel Palazzo Ducale
- San Cristoforo e l'Annunziata, nel portale principale della Chiesa della Madonna dell'Orto
- Tomba del doge Francesco Foscari nel presbiterio della Basilica dei Frari
- Tomba di Vittore Cappello nella chiesa di Sant'Elena

### Periodo dalmata (1468-1506)

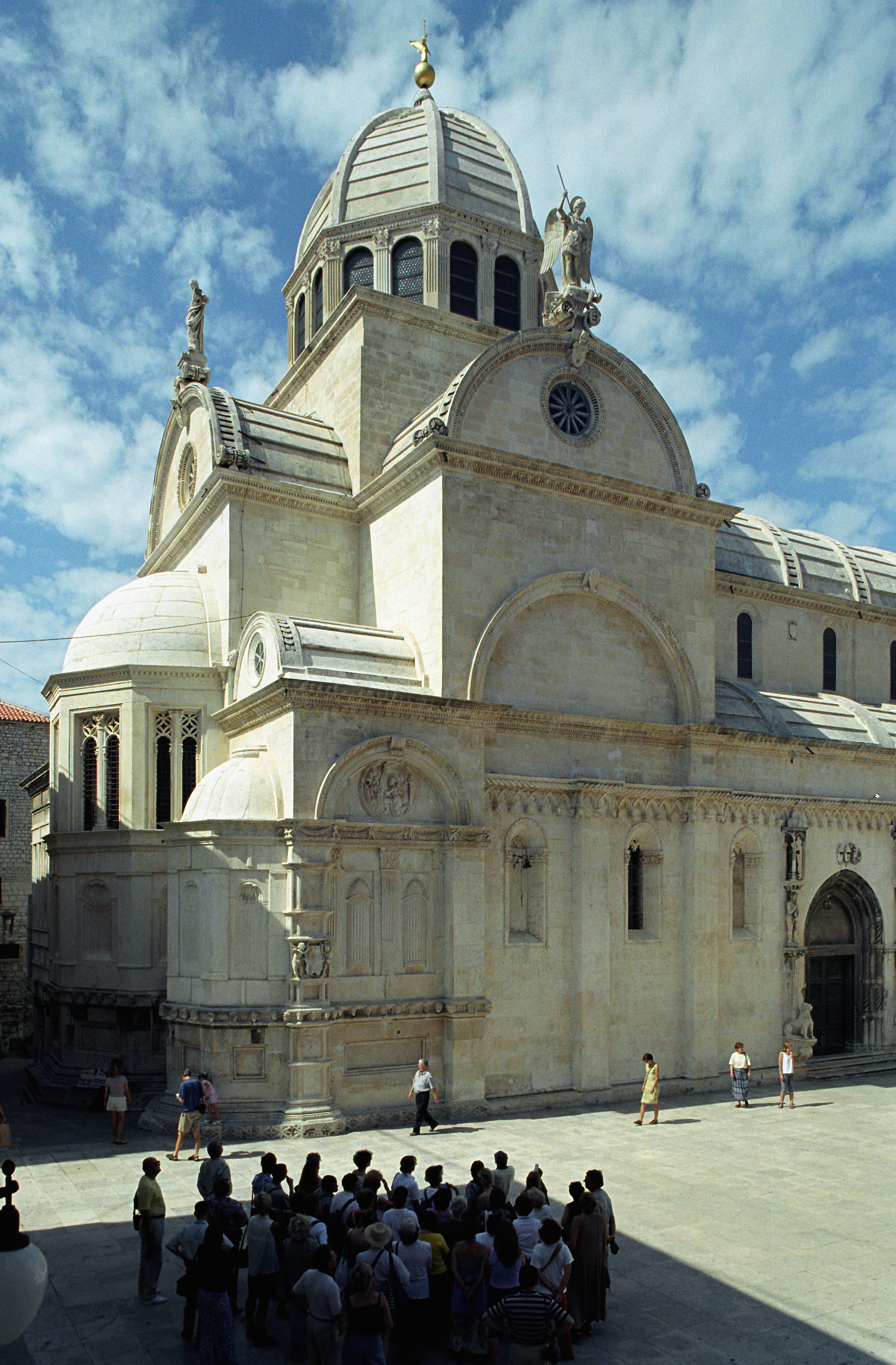
La Cattedrale di San Giacomo a Sebenico

Alla fine del 1467, Niccolò di Giovanni fu chiamato da Venezia per erigere e decorare, assieme ad Andrea Alessi, la cappella funeraria del beato Giovanni Orsini, vescovo e patrono di Traù, per la somma - enorme per il tempo - di 2.300 ducati. Essi non solo impostarono la cappella, che sporge dalla navata nord della cattedrale traurina, ma decisero di abbellirla con le statue dei dodici apostoli, intagliate a tutto tondo a grandezza naturale, oltre ad altre quattro grandi statue, compresa una figura di Cristo. La costruzione e l'ornamentazione della cappella superavano talmente tanto le possibilità finanziarie della cittadina - che ancora alla fine del Seicento contava circa 2.000 anime - che il compimento dell'opera dovette attendere due secoli. Il risultato finale sarà però una delle più importanti opere architettonico-artistiche dell'intera Dalmazia, nella quale "vediamo, forse in un grado più alto che in qualsiasi altro monumento del Quattrocento, l'integrazione dell'architettura con la scultura".
Niccolò di Giovanni e Andrea Alessi progettarono ed eseguirono in questi anni (1472-1473) anche il portale e la facciata della chiesa di Santa Maria degli Agostiniani a San Nicola delle Tremiti, opera per la quale ricevettero un compenso di 700 ducati.
Tra il 1475 e la morte, Niccolò di Giovanni lavorò alla fabbrica della Cattedrale di San Giacomo a Sebenico, in stile rinascimentale, completando la cupola, le sculture esterne raffiguranti san Giacomo e san Marco, il tetto e la parte superiore della facciata, costruendo anche il triforo e lavorando sul presbiterio e il santuario.